# Grogol (Grogol)
Grogol is een bestuurslaag in het regentschap Sukoharjo van de provincie Midden-Java, Indonesië. Grogol telt 6752 inwoners (volkstelling 2010).